# Angela av Foligno
Angela av Foligno, född 1248 i Foligno, död där den 4 januari 1309, var en italiensk mystiker och franciskantertiar. Hon vördas sedan den 9 oktober 2013 som helgon inom Romersk-katolska kyrkan. Hennes minnesdag firas den 4 januari.
Angela räknas bland den västerländska mystikens främsta representanter. Hennes visioner och andliga erfarenheter upptecknades av hennes biktfader.